# Petra Strassegger
Petra Strassegger (1982) è un'ex sciatrice alpina austriaca.

## Biografia
Attiva dal dicembre del 1997, in Coppa Europa la Strassegger esordì il 26 gennaio 1999 ad Altenmarkt-Zauchensee in discesa libera (58ª), ottenne il miglior piazzamento 22 gennaio 2002 nelle medesime località e specialità (19ª) e prese per l'ultima volta il via il 6 marzo dello stesso anno a Lenzerheide in supergigante (40ª). Si ritirò al termine della stagione 2002-2003 e la sua ultima gara fu un supergigante FIS disputato il 22 febbraio a Radstadt, chiuso dalla Strassegger al 28º posto; non debuttò in Coppa del Mondo né prese parte a rassegne olimpiche o iridate.

## Palmarès

### Campionati austriaci
- 1 medaglia:
  - 1 bronzo (combinata nel 2002)